# Sponge Cola
Sponge Cola, bildat 2002 i Quezon City, är en filippinsk musikgrupp som består av fyra medlemmar.

## Karriär
Bandet startades år 2002 med namnet Sponge av vännerna Yael Yuzon och Gosh Dilay tillsammans med två andra personer från deras skolas teatergrupp. De två andra personerna lämnade snart och man tog istället in Chris Cantada och Armo Armovit. Gruppen släppte sin självbetitlade debut-EP Spongecola år 2003. Man bytte inte officiellt namn till Sponge Cola förrän 2005. Man använder även Spongecola som en alternativ stavning av bandnamnet. Debut-studioalbumet Palabas gavs ut 2004 och ytterligare två album, Transit och Sponge Cola, släpptes 2006 respektive 2008 innan man bytte ut sin trummis Chris Cantada mot Ted Mark Cruz. Gruppen har inte vunnit några priser vid Awit Awards men man har nominerats sex gånger, fem av dem vid ceremonin år 2007. År 2011 kom det fjärde studioalbumet Araw Oras Tagpuan. Man släppte även två EP-skivor, Tambay år 2011 och District år 2012.

## Medlemmar

### Nuvarande
- Yael Yuzon – huvudsångare, gitarr
- Gosh Dilay – elbas, bakgrundssång
- Armo Armovit – gitarr
- Ted Mark Cruz – trummor, sång

### Tidigare
- Chris Cantada – trummor, bakgrundssång

## Diskografi

### Studioalbum
- 2004 – Palabas
- 2006 – Transit
- 2008 – Sponge Cola
- 2011 – Araw Oras Tagpuan

### EP-skivor
- 2003 – Spongecola EP
- 2011 – Tambay
- 2012 – District